# نيجوس باليان
نيجوس باليان أو نيجوغوس باليان (بالتركية: Nikoğos Balyan)‏ (بالأرمنية: Նիկողայոս Պալեան)‏ هو مهندس معماري أرميني، ولد في مدينة إسطنبول في الدولة العثمانية (تركيا حاليا) عام 1826.

## التاريخ
في عام 1843 ذهب إلى باريس مع شقيقه سركيس بك لدراسة الهندسة المعمارية. 
اكتسب خبرة العمل مع والده المهندس غارابيت باليان وأصبح أحد المقربين من السلطان العثماني عبد المجيد الثاني، وهو مؤسس مدرسة العمارة التي تم افتتاحها لتدريس العمارة الغربية.
توفي في إسطنبول بمرض حمى التيفوئيد سنة 1858م.

## أشهر أعماله
- قصر طولمة باغجة الذي بناه مع والده غارابيت.[6]

- جامع طولمة باغجة

- برج الساعة (طولمة باغجة)

- قصر جراغان

- جامع المجيدية الصغير

- قصر كوجوكسو

- جامع أورطة كوي مع والده غارابيت [7]